# Badminton Federation of Tajikistan
Die Badminton Federation of Tajikistan (BFT) ist die oberste nationale administrative Organisation in der Sportart Badminton in Tadschikistan.

## Geschichte
Die Badminton Federation of Tajikistan wurde am 10. Dezember 2010 gegründet und anschließend Mitglied im Weltverband Badminton World Federation. Der Verband ist ebenfalls Mitglied im kontinentalen Dachverband Badminton Asia Confederation. Der Sitz des Verbandes befindet sich in Duschanbe. Der Verband ist beim Justizministerium des Landes registriert und er gehört dem Nationalen Olympischen Komitee an.

## Bedeutende Veranstaltungen, Turniere und Ligen
- Tadschikische Meisterschaft
- Tajikistan International

## Bedeutende Persönlichkeiten
- Kabir Jurazoda, Präsident
- Jonathan Linus, Generalsekretär